# Масаи

Флаг масаи

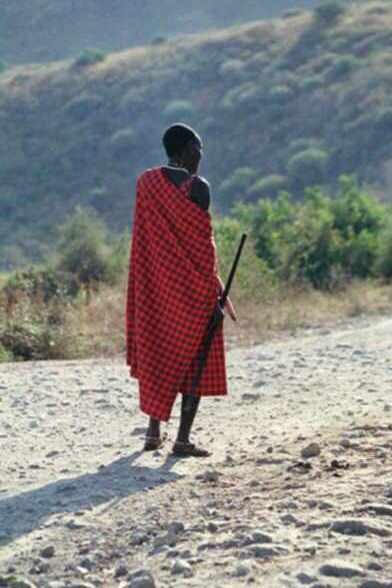
Мужчина масаи

Масаи — полукочевой африканский нилотский коренной народ, живущий в саванне на юге Кении и на севере Танзании. Масаи являются одним из самых известных племён Восточной Африки. Несмотря на развитие современной цивилизации, они практически полностью сохранили свой традиционный уклад жизни, хотя с каждым годом это становится труднее. Говорят на масайском языке.

## Описание, история
Масаи насчитывают примерно от 900 тысяч человек до миллиона, из них, по разным оценкам, 350 000—453 000 живёт в Кении. Правда, точность этой статистики сомнительна, поскольку переписи населения в этом районе неэффективны, потому что у жителей нет паспортов. 
Масаи относятся к нилотскому семейству языковых групп и, вероятно, мигрировали из долины Нила в Судане в центральную и юго-западную Кению уже после 1500 года, приведя и свой одомашненный скот. Хотя другие африканские племена строили цивилизации и образовывали царства, масаи никогда не отходили от своего полукочевого образа жизни. Территории, доступные для кочёвок, заметно сократились в последние годы из-за урбанизации, а также создания национальных заповедников Масаи-Мара и Серенгети.
Масаи контролировали наибольшую территорию в XIX веке. Она простиралась почти на всю Великую рифтовую долину и включала прилегающие земли от горы Марсабит на севере до Додомы на юге. 

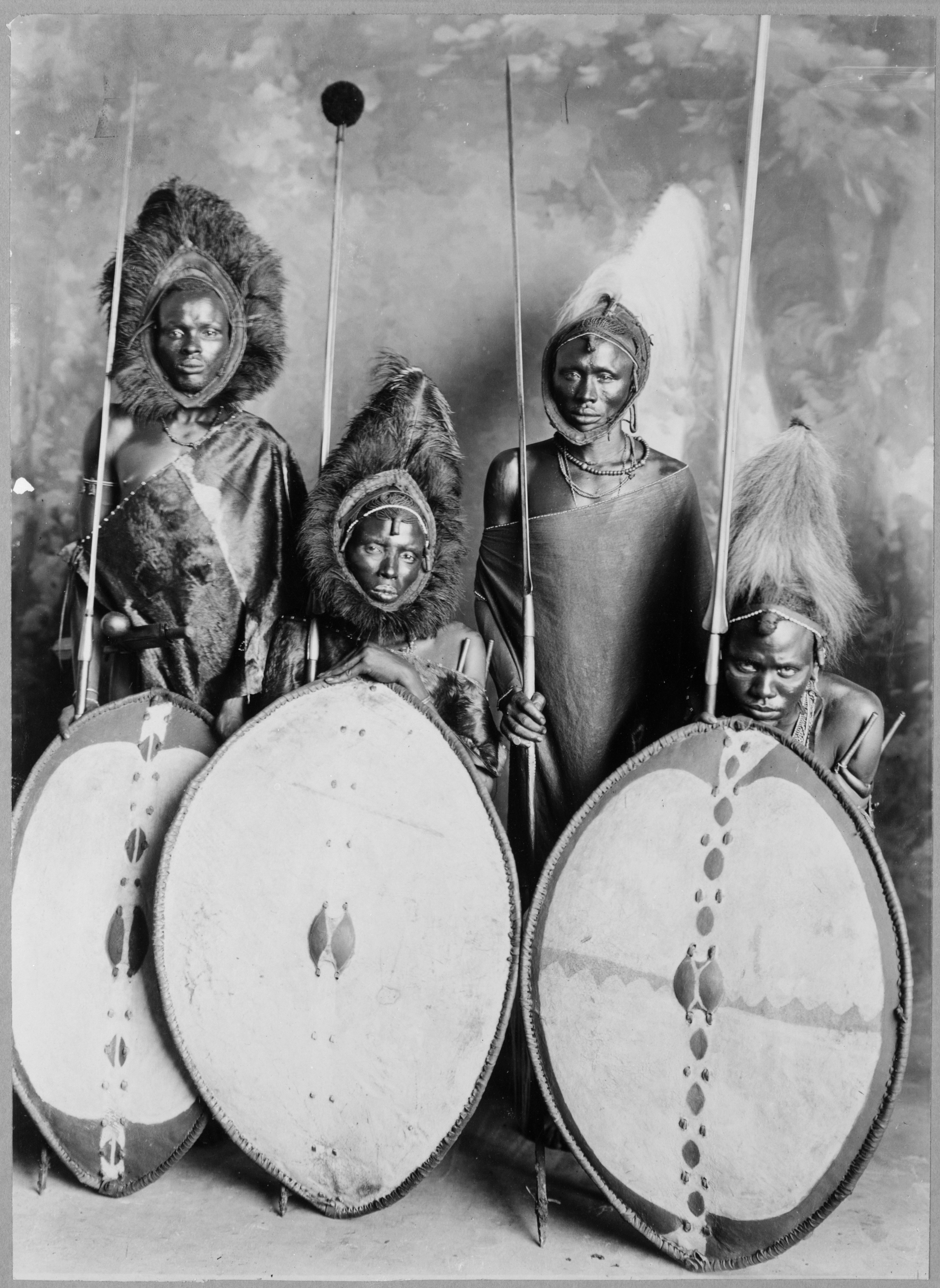
Воины масаи. Фото нач. XX в. из коллекции Фрэнка и Френсис Карпентер. Библиотека Конгресса США.

Несмотря на славу масаи как свирепых воинов, в центре их культуры находится скот. 

## Традиции
Из-за постоянного показа стереотипного имиджа масаи в глянцевых журналах, фильмах и фотоснимках по всему миру, они стали легко узнаваемыми среди народов мира. Репортажи сделали масаи иконами африканского традиционализма и невольными символами сопротивления ценностям современной культуры.
В укладе жизни масаи важны «возрастные группы», к которым они причисляются с детского возраста. Самые маленькие мальчики, как только начинают ходить, пасут ягнят и телят. У народа масаи обряд инициации включает временное ритуальное превращение мальчика в женщину с переодеванием его в женскую одежду. Помимо игры, ритуалы избиения детей используются для повышения их храбрости и выносливости. Девочки с самого раннего возраста занимаются работой по дому с матерями, доением, приготовлением еды. Примерно каждые 15 лет происходит инициация нового поколения воинов (иль-мурранов) — это юноши возраста от 12 до 25 лет, достигшие зрелости и не входящие в предыдущую возрастную группу. Для того, чтобы стать воином, требуется пройти болезненную процедуру обрезания (эморат), которую проводят без обезболивания. Для ритуала обрезания старшие используют острые ножи и выделанные шкуры скота для перевязок. Мальчик должен перенести операцию спокойно, кричать от боли — позорно и может привести к ошибкам достаточно тонкой процедуры. Заживание ран длится 3—4 месяца, когда мочеиспускание вызывает боли. В это время мальчики носят чёрные одежды в течение 4—8 месяцев.

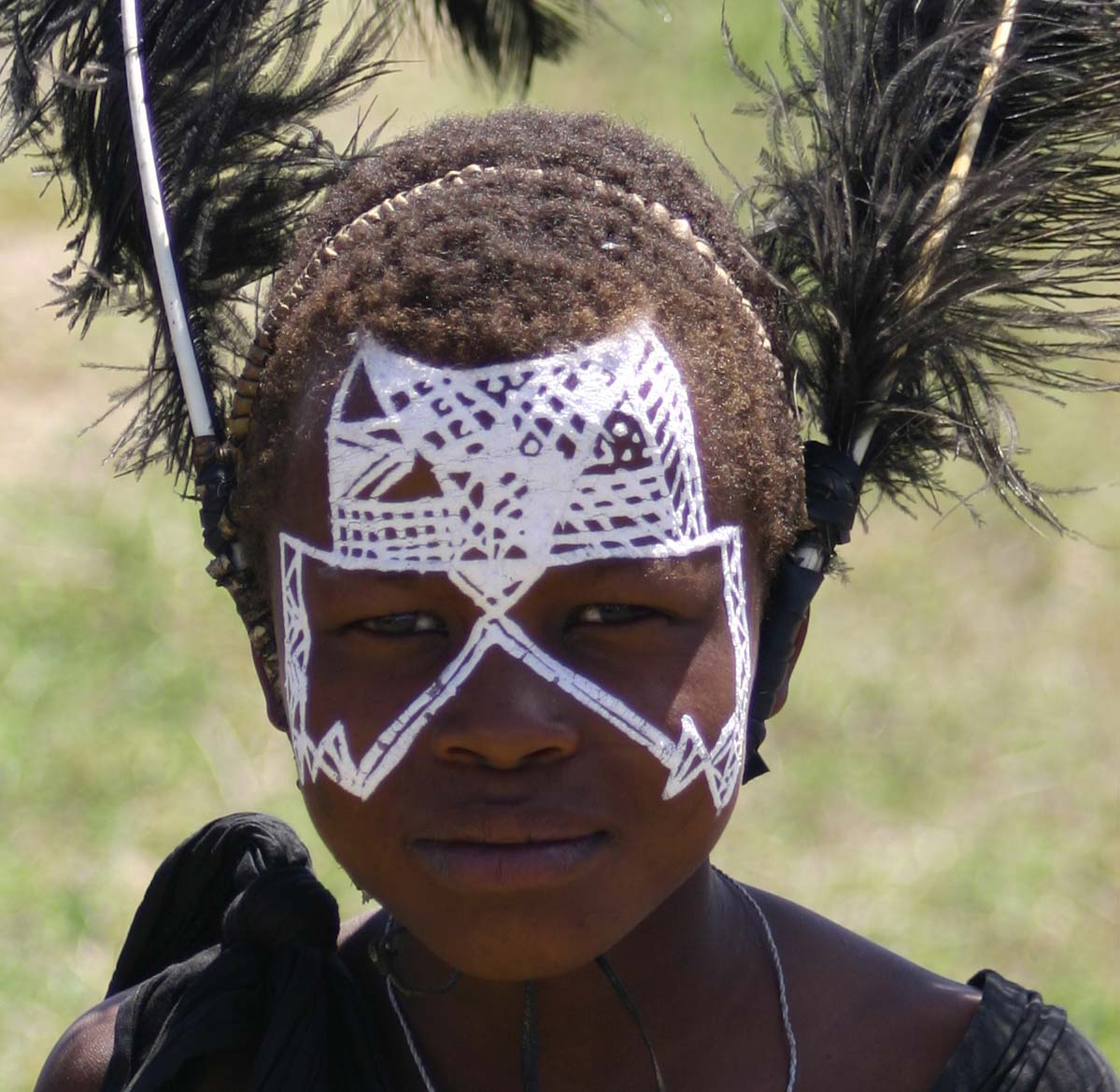
Младший воин (Моран) в ритуальном облачении

 Это время полагается жить в особом поселении (маньятта), которое оборудуют матери. Поселение не защищается снаружи загородками, так как воины должны сами готовиться быть защитниками общества. Крааль также не строится, так как эта возрастная группа ещё не владеет скотом.
Далее предстоит прохождение следующих ритуалов, которые переводят юношей в статус старших воинов. Наиболее важна церемония эуното (совершеннолетия). Как только новое поколение иль-моранов проходит инициацию, прежняя возрастная группа воинов переходит в статус «младших старшин» и им поручается принимать политические решения о судьбе племени. Прежние «младшие» старшины при этом переходят в группу «старших старшин». Воины теперь свободно передвигаются по всем масайским землям, не поделённым на частные уделы, и занимаются рогатым скотом. Они уже включаются в торговлю и накапливают домашнее имущество, в то время как в раннем возрасте они не обладали собственностью и могли красть то, что им нужно.

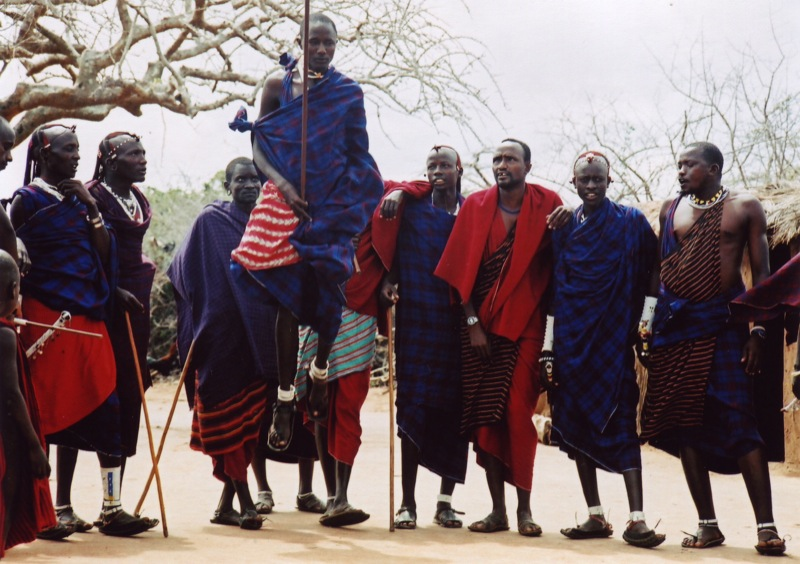
Танцы Масаев. Адуму

По традиции, считается, что перед обрезанием молодой масаи обязан убить льва. Сейчас в восточной Африке это запрещено, хотя на львов охотятся, если они мешают хозяйству и нападают на скот, но и сейчас убийство льва считается почётным и повышает социальный статус юноши масаи.
Девушки также проходят обряд обрезания (эмората), которое является началом серии ритуалов (эмуратаре), после которых они считаются готовыми к браку. По представлениям масаи, этот обряд обязателен, и мужчины имеют право отказаться от женщин, которые его не прошли, или брать такую невесту за очень низкую плату. Те, кто не прошли обрезание, считаются недостаточно взрослыми. Если обрезание мальчиков как правило приносит мало побочных эффектов, обрезания девочек обладают высокой степенью риска возникновения хронических и инфекционных заболеваний, женское обрезание при этом в настоящее время запрещается законами Кении и Танзании. После обрезания девушки носят тёмные одежды, раскрашивают лица специальными отметками, а по окончании церемонии закрывают лица.
Замужние женщины в период беременности освобождаются от тяжёлых работ — доения и поиска топлива. Запрещаются также сексуальные отношения.

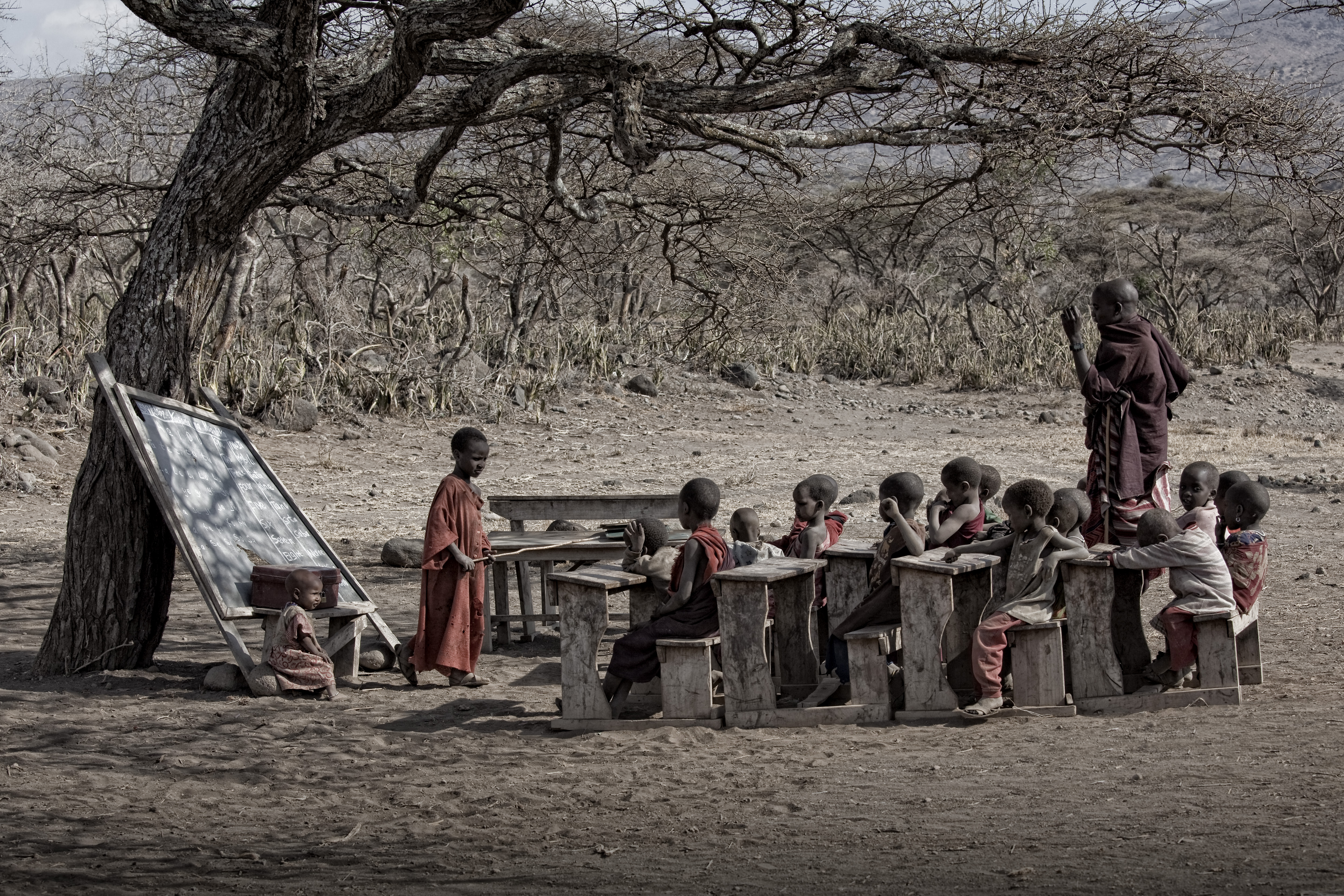
Школа масаев в Танзании

По традиции, масаи придерживаются полигамии, которая возникла по причине высокой смертности воинов. Полиандрия также встречается. Масаи предпочитают отдавать дочерей за мужей намного старше их. С ними они, как правило, даже не знакомы. Перед дальней дорогой отец благословляет свою дочь, смачивая голову и грудь молоком и при этом приговаривая: Мекинчо енкай енкерра кумок — «Пусть бог даст тебе много детей». Родные и друзья предупреждают невесту: не оглядывайся, иначе превратишься в камень. Есть такое предание у масаи. В пути невесту сопровождает «паж» — друг жениха. Он прокладывает ей дорогу в самых трудных местах, переносит на руках через ручьи. Неподалёку от дома невесту ждет засада. Женщины — родственницы жениха — осыпают её оскорблениями, чтобы отвратить несчастье. Они посыпают ей голову коровьим пометом. Если невеста с достоинством встретит все эти нападки, значит, с честью справится со сложностями семейной жизни. Женщина выходит замуж не только за своего мужа, а за всю возрастную группу. Мужчины также по обычаям гостеприимства оставляют жён на ночь гостям из своей возрастной группы, однако вступать ли при этом в интимные отношения, женщина решает сама. Дети при этом принадлежат мужу и считаются именно его потомками. Бывают также разводы (китала) по разным причинам, иногда также с возвратом платы за невесту, которая оговаривается при заключении брака.